# 徳島グランヴィリオホテル
徳島グランヴィリオホテル（英語: TOKUSHIMA GRANDVRIOHOTEL）は、徳島県徳島市万代町に位置するホテル。旧名は徳島プリンスホテル。
本項は同ホテルをかつて運営していた株式会社ジェイティ徳島プリンスホテルについても述べる。

## 沿革
- 1991年（平成03年）07月01日 - 日本たばこ産業（JT）の完全子会社として株式会社ジェイティ徳島プリンスホテルを設立。
- 1992年（平成04年） - JT徳島支社跡に徳島プリンスホテル開業。
- 2004年（平成16年）03月31日 - 株式会社ジェイティ徳島プリンスホテルは株式会社プリンスホテルに事業譲渡し、解散。
- 2004年（平成16年）04月16日 - 株式会社ジェイティ徳島プリンスホテルが徳島地方裁判所の命令により特別清算開始。
- 2004年（平成16年）12月11日 - 株式会社ジェイティ徳島プリンスホテルが特別清算終結、法人消滅。
- 2007年（平成19年）04月01日 - 西武グループのリストラのため、徳島プリンスホテルを株式会社ルートインジャパンに売却。
- 2007年（平成19年）06月01日 - 株式会社プリンスホテルによる運営が終了。2008年3月31日まで同社からの商標使用許諾により、プリンスホテルの名称を継続使用していた。
- 2008年（平成20年）04月01日 - プリンスホテルの商標使用期限が切れたため、徳島グランヴィリオホテルに改称。

## 施設
1F
- ブッフェレストラン「MYRICA」→2024年別館2Fに移動
- ロビーラウンジ「Grand Cafe」

2F
- 小宴会場「福寿」「蓬莱」
- ブライダルサロン
- 中国酒家「龍殿」→2024年「MYRICA」に変更
- 朝食会場「眉山」(2024年新設)

3〜11F
- 客室

12F
- メイクルーム・客室

14F
- 和洋会席・鉄板焼・寿司「阿波」

15F
- グランシェル
- ウェイティングルーム

前身の徳島プリンスホテルが開業した際の経緯により、レストランには定休日がある。

## 交通アクセス
車
- 本州四国連絡道路「鳴門インターチェンジ」より車で約25分、徳島自動車道「徳島インターチェンジ」より車で約10分。

鉄道
- JR徳島駅徒歩約20分。阿波富田駅徒歩9分。

高速バス
- 海部観光のみ本ホテルに直接乗り入れている。